# Croton pycnocephalus
Pour Croton pycnocephalus var. echinulatus, voir Croton echinulatus.
Espèce
Croton pycnocephalus est une espèce de plantes à fleurs du genre Croton et de la famille des Euphorbiaceae, présente du Brésil (Rio Grande do Sul) à l'Uruguay.
Il a pour synonymes :
- Croton chamaepitys, Baill., 1864
- Croton lachnostephanus, Baill., 1864
- Croton pycnocephalus var. argyrocomus, Baill., 1864
- Croton pycnocephalus var. chamaepitys, (Baill.) Müll.Arg., 1866
- Croton pycnocephalus var. genuinus, Müll.Arg., 1866
- Croton pycnocephalus var. intermedius, (Müll.Arg.) Müll.Arg., 1866
- Croton pycnocephalus var. lachnostephanus, (Baill.) Müll.Arg., 1866
- Croton pycnocephalus var. thellungianus, Herter
- Croton trichocephalus, Müll.Arg., 1865
- Croton trichocephalus var. brevifolius, Müll.Arg., 1865
- Croton trichocephalus var. intermedius, Müll.Arg., 1865
- Croton trichocephalus var. leptophylloides, Müll.Arg., 1865
- Croton trichocephalus var. leptophyllus, Müll.Arg.
- Croton trichocephalus var. rigidus, Müll.Arg., 1865
- Oxydectes pycnocephala, (Baill.) Kuntze